# Кропотов, Михаил Александрович
Михаил Александрович Кропотов (30 марта 1953 — 1992) — советский хоккеист, нападающий. Мастер спорта СССР.

## Биография
В составе СКА (Ленинград) дебютировал в сезоне 1969/70, проведя один матч. В следующем чемпионате, в котором клуб завоевал свои первые — бронзовые — медали, сыграл 8 матчей, забил один гол.
Серебряный призёр юниорского чемпионата Европы 1972.
По статистическим данным, основанным на изданиях «Советский спорт» и «Футбол-Хоккей», в сезонах 1980/81 — 1982/83 выступал за «Салават Юлаев» Уфа; скончался в 1992 году.
По данным издания «Звезда СКА» завершил карьеру по окончании чемпионата 1979/80 в возрасте 27 лет, скончался от сердечного приступа в 1981 году.